# Karl Joachim Schmidt-Tiedemann
Karl Joachim Schmidt-Tiedemann (Dresden, 20 de julho de 1929 — 27 de setembro de 2014) foi um físico alemão.
Schmidt-Tiedemann obteve o diploma em física em 1954 na Universidade de Hamburgo, onde obteve um doutorado em 1957. Foi a partir de 1968 diretor do laboratório de pesquisas da Philips em Hamburgo, no qual iniciou a trabalhar em 1958. Em 1991 desligou-se da empresa.
Entre 1982 e 1983 foi presidente da Deutsche Physikalische Gesellschaft.
Em 1986 recebeu a Bundesverdienstkreuz de 1.ª Classe.